# 金森吉次郎
金森 吉次郎（かなもり きちじろう、1864年12月27日（元治元年11月29日） - 1930年（昭和5年）10月13日）は、日本の政治家、衆議院議員（1期）。

## 経歴
美濃国安八郡大垣町(現・岐阜県大垣市)生まれ。大垣町会議員、安八郡会議員、岐阜県会議員、水害予防組合議員、所得税調査委員、岐阜県山林会副会頭、地方森林会議員、大日本山林会評議員となる。
1900年、片野篤二の死去による岐阜6区の補欠選挙に立候補して当選する。衆議院議員を1期務め、1902年の第7回衆議院議員総選挙は不出馬。1930年に死去した。